# Windows Nashville
Windows Nashville是一个被取消的操作系统的开发代号。此操作系统原定于1996年上市，作为Windows 95的一个升级版本。对于Windows 95用户来说，Nashville是一个介于Windows 95与下一个主要版本的Windows Memphis之间的升级；因为推出时间介于Windows 95与Windows 98之间，Nashville有时也被称为Windows 96。
微软曾声称会在Nashville的桌面添加基于Internet Explorer 3浏览器（在Nashville之前几个月推出）的Internet整合功能。引人注目的功能包括资源管理器与网页浏览器的结合、以Internet Explorer的ActiveX技术正确地打开微软Office文件以及直接使用动态网页作为桌面背景从而取代静态图片桌面背景的功能。
在Nashville的计划取消之后，许多被计划在该版本添加的功能改在较后期版本的Internet Explorer及Windows中出现，特别是许多Internet整合功能，包括资源管理器与网页浏览器的结合，可以在安装Windows桌面更新后添加到Windows 95以及Windows NT 4.0中，而这个升级包已经包含在Internet Explorer 4.0中（开发代号也是Nashville，在1997年推出）。它可以被单独安装，而它也被整合在Windows 95 OSR 2.5（Windows 95 4.00.950 C）与Windows 98中。